# Place Charras
La place Charras est un carrefour situé à Courbevoie.

## Situation et accès

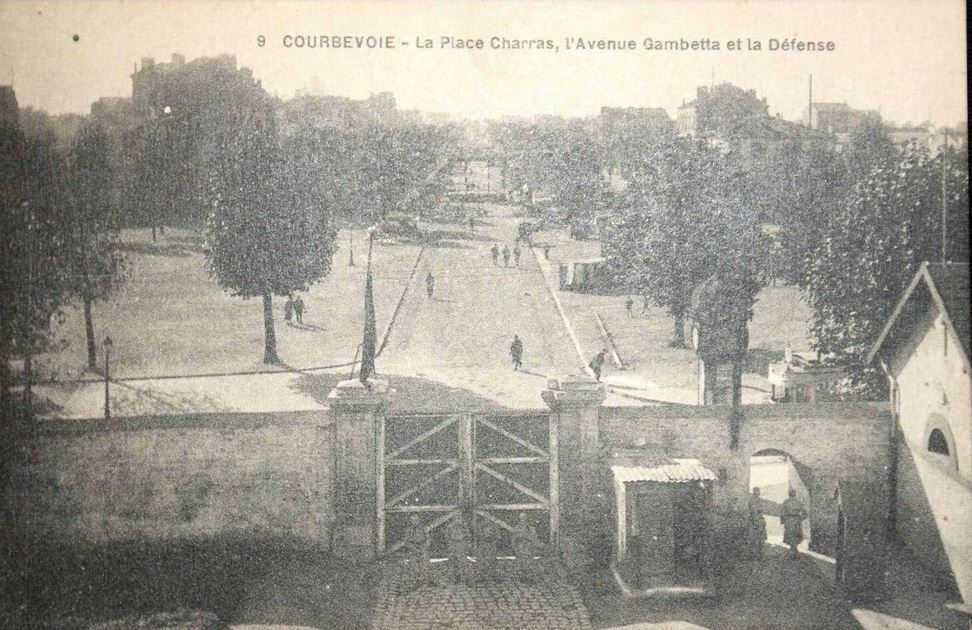
La place Charras, l'avenue Gambetta et La Défense.

La place Charras est située à l'intersection de plusieurs artères au tracé ancien:
- La rue de Bezons.
- La rue Baudin.
- L'avenue Gambetta qui mène au boulevard circulaire de la Défense.

Elle est desservie par la gare de Courbevoie, sur la ligne de Paris-Saint-Lazare à Versailles-Rive-Droite.

## Origine du nom

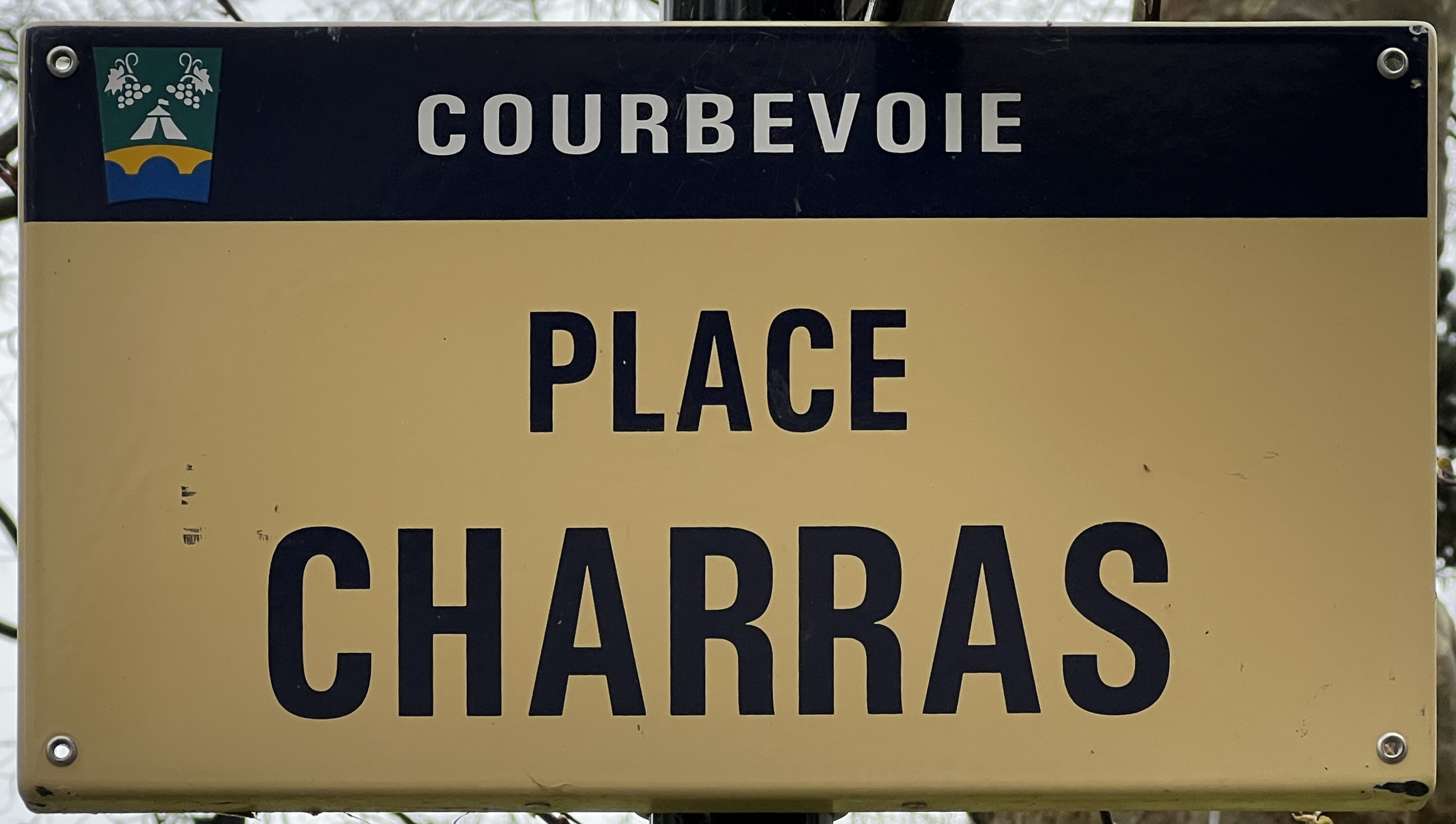
Plaque de la place.

Cette place porte le nom du lieutenant-colonel et homme politique Jean-Baptiste Charras (1810-1865) qui a aussi laissé son nom à la caserne et, aujourd'hui, au centre commercial ainsi qu'au parc Charras, attenant.

## Historique
Cette place est formée de la grande esplanade qui se trouvait jadis à l'entrée ouest de la caserne Charras. 
Comme c'était à la mode dans de nombreux parcs au début du XXe siècle, on y installa un kiosque à musique qui fut par la suite détruit.
Autrefois, la ligne de tramway no 76, venant de la place Victor-Hugo traversait la place et rentrait dans la rue de Bezons,. Elle fut démantelée dans les années 1930 mais les derniers rails n'ont été enlevés qu'en 1995.
La fin des travaux de l'extension du RER E entraîne une requalification de la place et du parc.

## Bâtiments remarquables et lieux de mémoire
- Tour Les Poissons, construite en 1970.
- Ancienne caserne Charras[8].
- Des scènes du film Peur sur la ville y ont été tournées en 1975.
- Parc de Freudenstadt, recensé à l'inventaire général du patrimoine culturel[9].

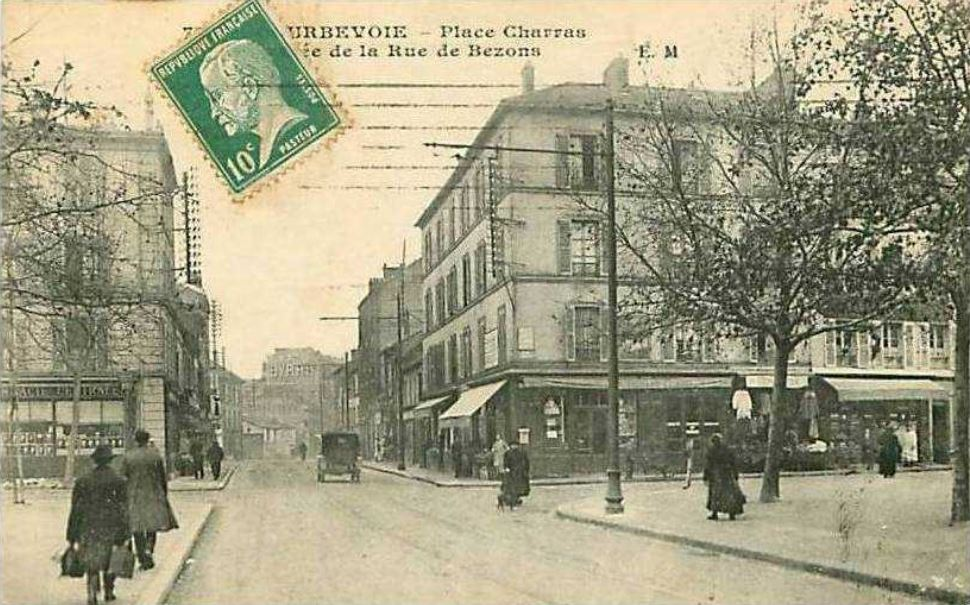
Place Charras et rue de Bezons.
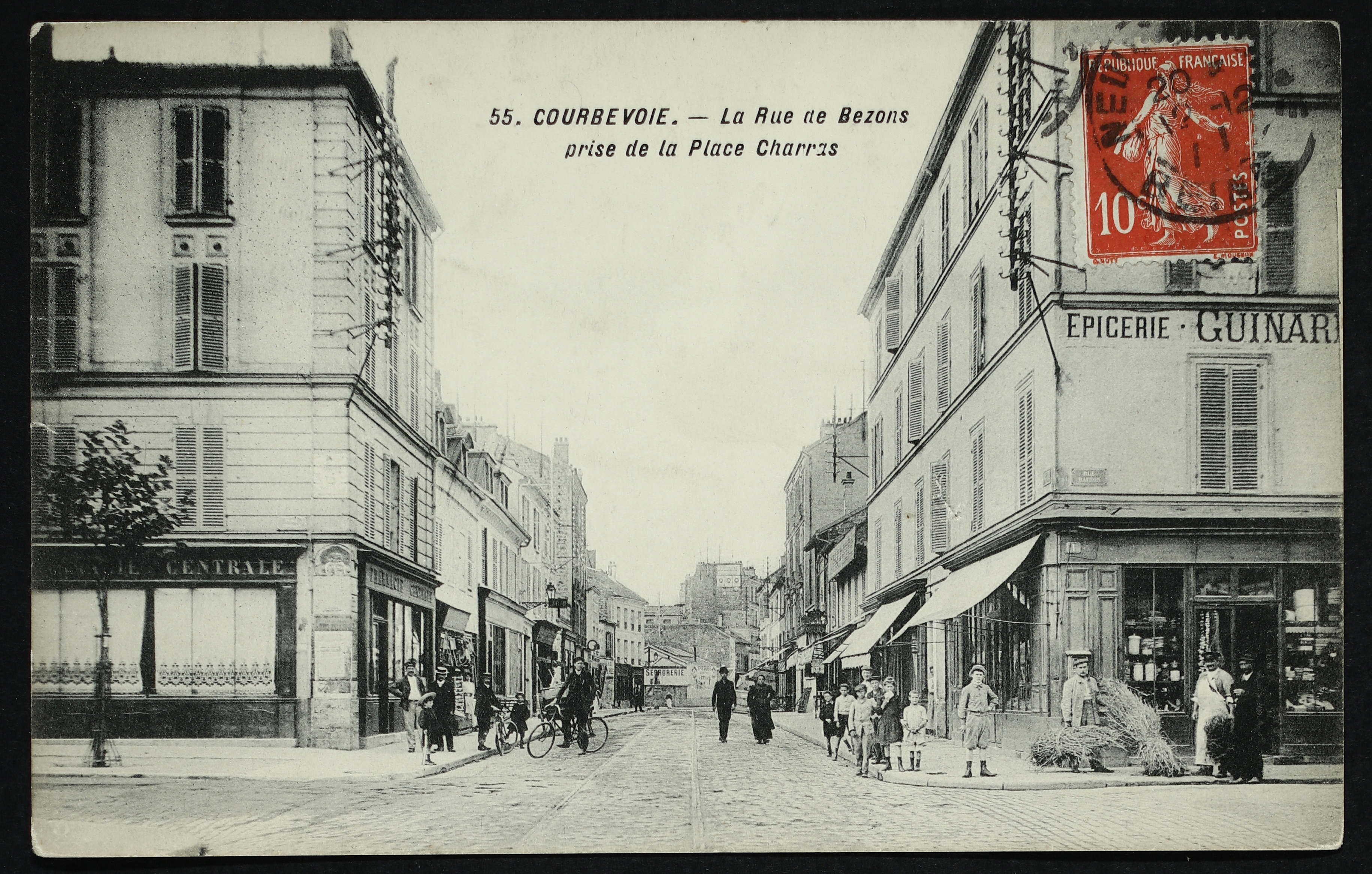
La rue de Bezons prise de la place Charras, dans les années 1900.
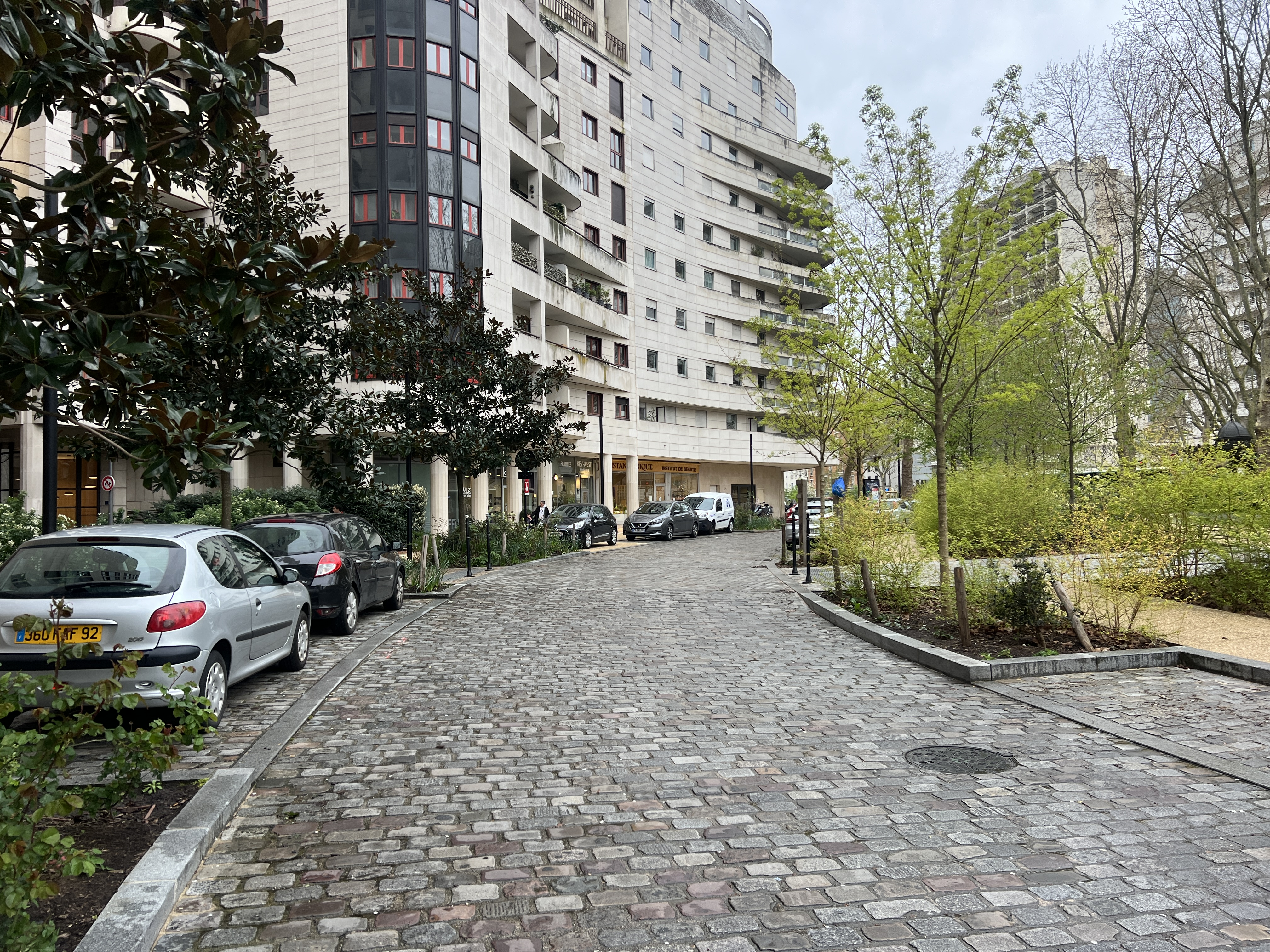
La place en mars 2024.